# Maurice Smith (basket-ball)
Pour les articles homonymes, voir Maurice Smith et Smith.
Maurice Smith, né le 24 août 1965 à Wetumpka (États-Unis), est un joueur de basket-ball professionnel américain, naturalisé hollandais. Il mesure 1,98 m.

## Université
- 1985 - 1987 :  Golden Eagles d'Oral Roberts (NCAA)

## Clubs
- 1987 - 1988 :  Den Helder (1er division)
- 1988 - 1989 :
- 1989 - 1991 :  Eindhoven (1er division)
- 1991 - 1992 : 
  -  Namur (Division 1)
  - puis  Kayl RC (1er division)
- 1992 - 1994 :  Tours BC (Pro B)
- 1994 - 1994 :  Besançon (Pro B)
- 1995 :  ASVEL Lyon-Villeurbanne (Pro A)
- 1995 - 1997 :  Houtalen (Division 1)
- 1997 - 1998 : 
  -  Limoges (Pro A)
  - puis  Chalon-sur-Saône (Pro A)
- 1998 - 1999 :  Le Mans (Pro A)
- 1999 - 2000 : 
  -  Mons Hainaut (Division 1)
  - puis  Cholet (Pro A)
- 2000 - 2001 : 
  -  Strasbourg (Pro A)
  - puis  Werkendan (1er division)
  - puis  Badajoz
- 2001 - 2002 :  Den Bosch (1er division)
- 2002 - 2003 :  Weert (1er division)
- 2003 - 2004 :  Wilbroek (1er division)

## Palmarès
- Champion des Pays-Bas en 1988
- Vainqueur de la coupe des Pays-Bas en 2002